# La Rouaudière
La Rouaudière település Franciaországban, Mayenne megyében. Lakosainak száma 311 fő (2022. január 1.). La Rouaudière Chelun, Eancé, Rannée, Congrier, Saint-Aignan-sur-Roë és Senonnes községekkel határos.

## Népesség
A település népességének változása:
| Lakosok száma | 463  | 341  | 306  | 338  | 334  | 330  | 328  | 318  | 315  | 311  |
|               | 1968 | 1982 | 1990 | 2006 | 2013 | 2015 | 2017 | 2019 | 2020 | 2022 |